# Zout water

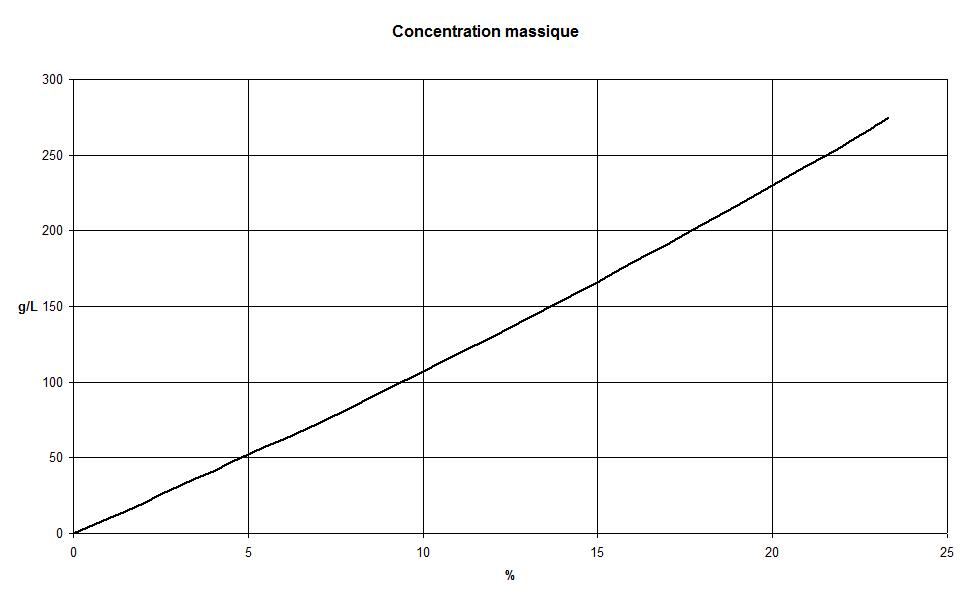
Verband tussen concentratie en massaverhouding

Zout water is een oplossing van zouten in water. Meestal wordt hieronder een fysiologische zoutoplossing van 0,9% verstaan, maar in de Angelsaksische wereld wordt er een zoutgehalte van meer dan 1,8% mee bedoeld. Hiertoe worden bijvoorbeeld zeewater, het water van zoutmeren (en zoutpannen) of pekel gerekend.
Water met een lagere saliniteit (zoutgehalte), bijvoorbeeld bij de uitmonding van rivieren in de zee, wordt in aflopende volgorde van zoutgehalte zilt water of brak water genoemd. Water met een zoutgehalte van minder dan 0,1% wordt zoetwater genoemd. Op de Aarde heeft het zeewater van de oceanen het hoogste zoutgehalte en tegelijkertijd ook de grootste wateromvang. Het gemiddelde zoutgehalte van de zeeën ligt rond 3,5%. In de Botnische Golf daalt het zoutgehalte naar het noorden toe tot slechts 0,2%. De saliniteit van het Techirghiolmeer (Roemenië) is 8%. Het water van de Dode Zee bevat 33% zout. In het Assalmeer (Djibouti) en in Garabogazköl (Turkmenistan) zit gemiddeld 35% zout. De hoogste zoutconcentratie (40%) bevindt zich echter in het water van het Don Juanmeer in Antarctica. Voor een uitgebreid overzicht van de saliniteiten van meren, zie de tabel.
Een verzadigde zoutoplossing heeft een bevriezingspunt van -21°C, een kookpunt van 109°C en bevat 356 g NaCl per liter bij een temperatuur van 0°C (359 g/l bij 25°C). Zout water heeft een lagere soortelijke warmtecapaciteit dan zoetwater en een elektrische geleidbaarheid die enkele ordes van grootte hoger ligt dan die van zoetwater.
| Zoet  | Brak  | Licht zilt | Matig zilt | Zeer zilt | Zout  | Pekel |
| < 0,5 | 0,5-1 | 1-3        | 3-10       | 10-30     | 30-50 | > 50  |
| ----- | ----- | ---------- | ---------- | --------- | ----- | ----- |

## Bron
1. ↑  EHTTA: Techirghiol (Romania) informatiepagina